# Васильев, Василий Васильевич (флагман)
Василий Васильевич Васильев (1895, дер. Таболово, Московская губерния — 22 февраля 1938, Ленинград) — советский военно-морской деятель, инженерный работник, начальник Гидрографического управления Военно-морских сил РККА, инженер-флагман 3-го ранга (2 декабря 1935 года).

## Биография
Русский, родился в семье рабочих, окончил начальную школу в 1907 году. Работал на различных предприятиях, военную службу проходил на Балтийском флоте. Член ВКП(б) в 1917—1937 годах.
В мае 1915 года призван на флот, в октябре 1915 года направлен во 2-й Балтийский флотский экипаж. Матрос 2-й статьи с января 1916 года. С февраля по апрель 1916 года учился в машинной школе Балтийского флота на учебном судне «Океан». Машинист 2-й статьи с апреля, машинист 1-й статьи с сентября 1916 года, машинный старшина с февраля 1917 года на учебном судне «Океан». Член судового комитета с марта 1917 года, член Кронштадтского Совета с мая 1917 года. В 1917 году окончил курсы младших командиров. Последняя должность в русском императорском флоте — старший механик.
Участник Октябрьской революции в составе Кронштадтского отряда моряков. Член РСДРП(б) с мая 1917 года. В Рабоче-крестьянском красном флоте с 1918 года, до 1919 года участвовал в Гражданской войне, затем занимал на флоте административно-хозяйственные должности. В ноябре 1918 года избран председателем судового комитета. С февраля 1919 года военком учебного судна «Океан». С мая по ноябрь 1919 года в составе 3-го морского берегового отряда участвовал в боях с войсками генерала Юденича. В марте 1920 года военком бригады крейсеров Балтийского флота («Адмирал Макаров», «Баян», «Богатырь»). В июле 1920 года военком Берегового отдела Балтийского флота. С февраля 1921 года в резерве Политического управления Балтийского флота. С 3 марта 1921 года военком и начальник берегового отдела Балтийского флота. В июне 1921 года военком Центрального флотского экипажа и председатель фильтрационной комиссии Балтийского флота. В июле 1921 года военком 2-го Балтийского флотского экипажа. В мае 1922 года вновь в распоряжении политического управления Балтийского флота. 15 июля 1922 года назначен помощником командира Главвоенпорта Балтийского флота по политической части. С 7 февраля 1923 года опять в распоряжении морского отдела политического управления РККА. В мае 1923 года военком, с 15 февраля 1924 года помощник начальника Главного морского хозяйственно-технического управления по политической части. 15 апреля 1924 года назначен начальником и военкомом Хозяйственного управления и помощником начальника Морских Сил по техническо-хозяйственной части. С 20 апреля 1924 года по май 1930 года учился на гидрографическом факультете Военно-морской академии. С 1 января 1931 года помощник начальника, а с 1 мая 1932 года начальник Гидрографического управления ВМС РККА. Затем назначен начальником 8-го отдела Управления Морских сил РККА, и с февраля 1937 года вернулся на должность начальника Гидрографического управления Управления Морских сил РККА.

## Репрессии
Приказом НКО СССР № 01164 от 3 декабря 1937 года уволен по статье 44-«в». Арестован 13 декабря 1937 года. Выездной сессией Военной коллегии Верховного суда СССР в Ленинграде 22 февраля 1938 года приговорён по ст. ст. 58-7-11 УК РСФСР к высшей мере наказания. Расстрелян в тот же день в том же городе. Его жена Вера Михайловна Васильева репрессирована. Определением Военной коллегии от 19 мая 1956 года посмертно реабилитирован.